# Rouergue
Pour les articles homonymes, voir Éditions du Rouergue.
Le Rouergue (en occitan rouergat : Roergue /ru.ˈeɾ.ɣe/) est une ancienne province du Midi de la France correspondant approximativement à l'actuel département de l'Aveyron. Après avoir fait partie du comté de Toulouse, il fut rattaché à la Guyenne avant d'en être détaché lors de la formation de la province de Haute-Guyenne en 1779. 
Le gentilé du Rouergue est Rouergat.

## Géographie

Le Rouergue est limitrophe de l'Auvergne au nord, du Languedoc au sud et au sud-ouest, du Gévaudan à l'est et du Quercy à l'ouest. 
Cette ancienne province française s'étendait sur l'actuel département de l'Aveyron et débordait sur les franges est des actuels départements du Lot et de Tarn-et-Garonne.
Située dans le sud du Massif central, le Rouergue déroule une succession de plateaux cristallins (Ségalas) ou calcaires (Causses) et de monts délimités par les profondes vallées de la Truyère, du Lot, de l'Aveyron, du Viaur, du Tarn et de la Dourbie. Il culmine en Aubrac à 1 463 mètres sur les pentes occidentales du signal de Mailhebiau, à la limite de la Lozère. Les plaines sont rares, malgré la présence de bassins sédimentaires de grès, comme le vallon de Marcillac ou le rougier de Camarès. Le géographe André Meynier a décrit ce « relief en creux » qui caractérise le Rouergue.

## Organisation administrative
Le Rouergue comprenait notamment le comté de Rodez, ainsi que la Haute Marche (Millau) et Basse Marche (Villefranche-de-Rouergue).
Le Rouergue (avec l'Agenais, le Quercy et le Périgord) a été rattaché à la généralité de Guyenne dès 1579, dont le siège initialement à Bordeaux avait été transféré à Montauban, avec un ressort restreint en 1716 aux élections du Rouergue et du Quercy (généralité de Montauban). 
Réuni au Quercy en 1779, il forma la province de Haute-Guyenne où fut établie une assemblée provinciale composée de cinquante-deux membres, à savoir :
- l'évêque de Rodez, président
- les évêques de Cahors, de Vabres et de Montauban
- six membres du clergé
- seize gentilshommes
- treize députés des villes
- treize députés des campagnes

Il y avait, en outre, deux procureurs généraux syndics et un secrétaire archiviste. Cette assemblée se réunissait tous les deux ans à Villefranche-de-Rouergue ; elle était chargée de répartir les contributions et d'en faire la levée, de veiller sur les ateliers de charité, etc. On se souvient encore dans le Rouergue de ses efforts et des règlements qu'elle fit pour améliorer l'agriculture et l'industrie, ainsi qu'un grand travail de cadastrage.
Lors de la Révolution française, la province fut transformée en département, à l'exception du canton de Saint-Antonin-Noble-Val qui fut détaché lors de la création du département de Tarn-et-Garonne en 1808.

### Divisions ecclésiastiques
Les paroisses de cette province étaient principalement réparties entre le diocèse de Rodez et celui de Vabres, mais quelques-unes dépendaient du diocèse de Cahors. Certaines paroisses de ces diocèses et de ceux d'Albi, Castres, Mende et Saint-Flour étaient à cheval sur le Rouergue et les provinces voisines.

### Divisions judiciaires
Sous l'autorité des comtes de Rouergue et de Rodez, la justice y était administrée en leur nom par des vicaires ou viguiers. On comptait seize vigueries en 1349. C'étaient : Peyrusse, Roquecézière, Najac, Villeneuve, La Roque-Valzergues, Sauveterre, Saint-Rome-de-Tarn, Verfeil, Saint-Affrique, Saint-Antonin, Cassagnes-Bégonhès, Millau, Compeyre et Villefranche. À l'échelon supérieur, la justice était rendue par le sénéchal du Rouergue.
En 1789, le Rouergue était divisé entre la sénéchaussée de Rouergue qui siégeait à Villefranche-de-Rouergue et de laquelle dépendait le bailliage de Millau, et la sénéchaussée de Rodez (correspondant au comté de Rodez).

### Divisions fiscales
Faisant partie de la généralité de Montauban, le Rouergue, pays d'élection, était divisé entre l'élection de Rodez, l'élection de Villefranche et l'élection de Millau. Les élections de Rodez et de Millau faisaient partie des pays de petite gabelle, tandis que celle de Villefranche faisait partie des pays rédimés. Bien que pays d'élection, le Rouergue était assujetti à la taille réelle.

## Histoire

### La cité des Rutènes

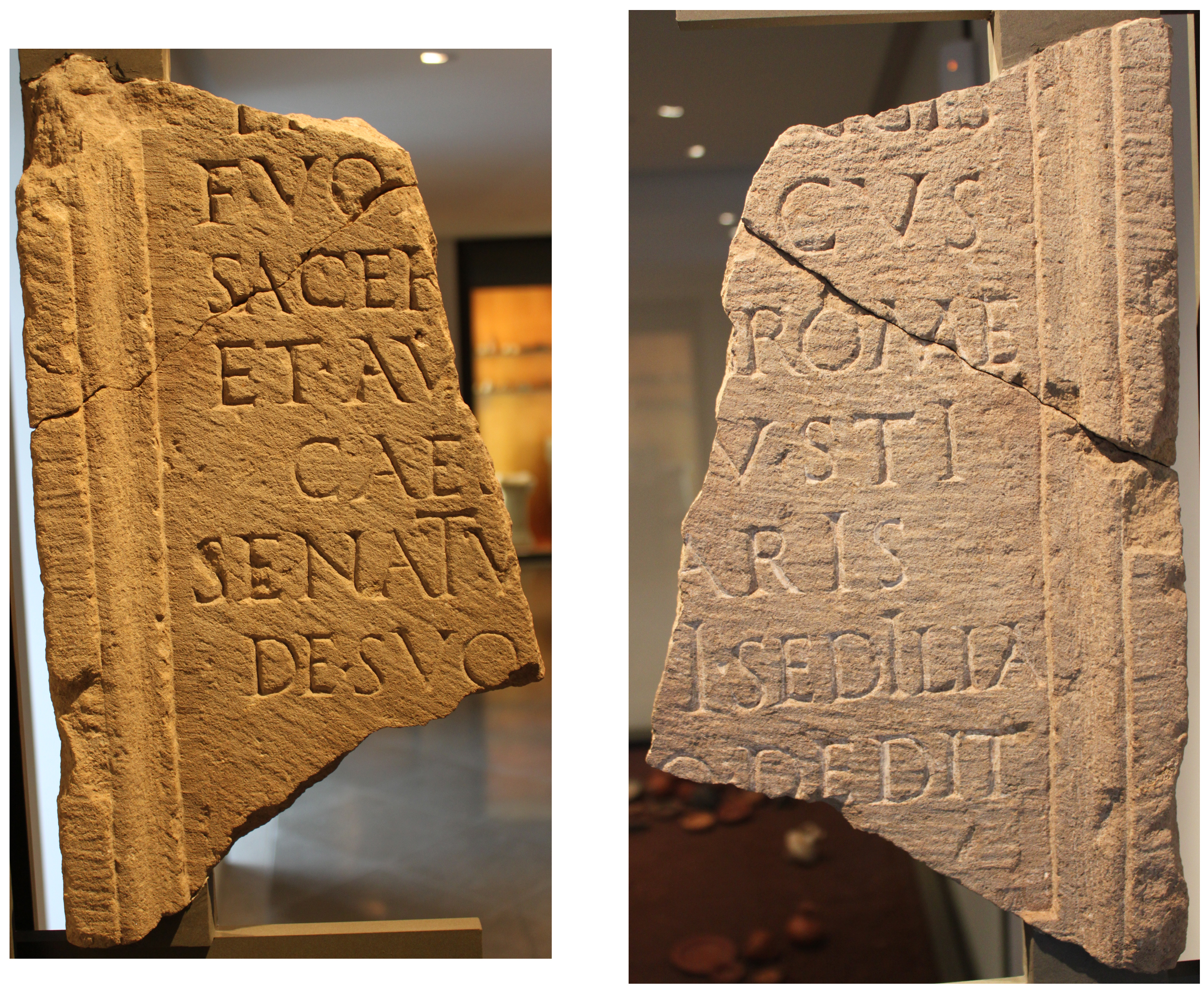
Inscription double face sur grès, en latin, découverte à Rodez en 1993 (fin du règne d'Auguste) : un prêtre de Rome et d'Auguste César a donné sur ses fonds des sièges pour le Sénat local.

Avant la conquête romaine, le Rouergue était habité par les Rutènes (Ruteni), peuple celte d'Europe centrale (peut-être d'Allemagne du sud) arrivé vers le IVe siècle. Peuple puissant, les Rutènes auraient eu quatre chefs-lieux : Albi, premier centre créé par les Rutènes où se concentrèrent les pouvoirs ; puis Segodunum (devenue Rodez, cité des Rutènes) prit le pas sur Albi ; Condatomagus, marché du confluent (au quartier d'Embarri, près de Millau), et Carantomagus, marché des amants (Cranton, commune de Compolibat). 
Voisins et alliés du peuple Arvernes, les Rutènes les suivirent dans leurs expéditions au-delà des Alpes et combattirent dans leurs rangs. Bituitos, chef des arvernes, aurait compté dans son armée vingt-deux mille archers rutènes, lorsque, joint aux Allobroges, il marcha contre le consul Quintus Fabius Maximus et lui livra bataille au confluent du Rhône et de l'Isère, en 121 avant J.-C. L'armée confédérée fut vaincue et une partie des Rutènes se trouva comprise, sous le nom de Rutènes provinciaux, dans la Provincia romana, qui s'étendit jusqu'au Tarn.
On appela Rutènes indépendants ceux qui habitaient sur la rive droite de cette rivière ; mais ils ne tardèrent pas à subir le sort de leurs frères. Ayant pris part à l'infructueuse révolte menée par Vercingétorix contre César, ils furent vaincus et soumis. Dès lors, comme le reste de la Gaule, tout le pays des Rutènes tomba sous la domination romaine. Dans la division des Gaules par Auguste, il fut compris dans l'Aquitaine, et dans l'Aquitaine première sous Valentinien. Rome y établit des colonies, y bâtit des temples, des cirques, des aqueducs ; des voies publiques sillonnèrent le pays. Au Ve siècle, on y parlait la langue latine. Cependant, la langue gauloise a longtemps subsisté (comme à La Graufesenque), et le nom même du Rouergue (pagus Rutenicus en latin médiéval) pourrait être une formation celtique.
Selon la tradition, ce fut saint Martial qui, le premier, vint prêcher l'Évangile aux Rutènes, en l'an 250. Au IVe siècle, les chrétiens étaient déjà nombreux dans le Rouergue. Cependant, au Ve siècle, Ruth, la divinité celtique[réf. souhaitée], y était encore adorée. Saint Amans entreprit de convertir ce peuple. Un historien[Lequel ?]  dit : « Un jour que celui-ci sacrifiait à Ruth, Amans apparut et il lui reprocha son impiété et ses excès ; mais, voyant qu'au lieu de se rendre aux efforts de son zèle il entrait en fureur contre lui, il invoqua le Seigneur, et tout à coup d'épaisses nuées s'amoncellent, le tonnerre gronde, éclate, et l'odieux simulacre tombe en pièces. À cette vue, les Rutènes se jettent aux pieds du saint et demandent le baptême. Cependant, en rendant aux Gaulois leurs droits politiques, l'empereur Honorius leur avait imposé des contributions exorbitantes. Amans racheta les Rutènes de ce tribut. Cette sollicitude acheva de lui gagner les cœurs. »
Le Ve siècle a vu l'implantation des Wisigoths, dans le cadre du royaume de Toulouse. Ils ont laissé une empreinte limitée mais réelle en Rouergue.

### Comté de Rouergue et comté de Rodez

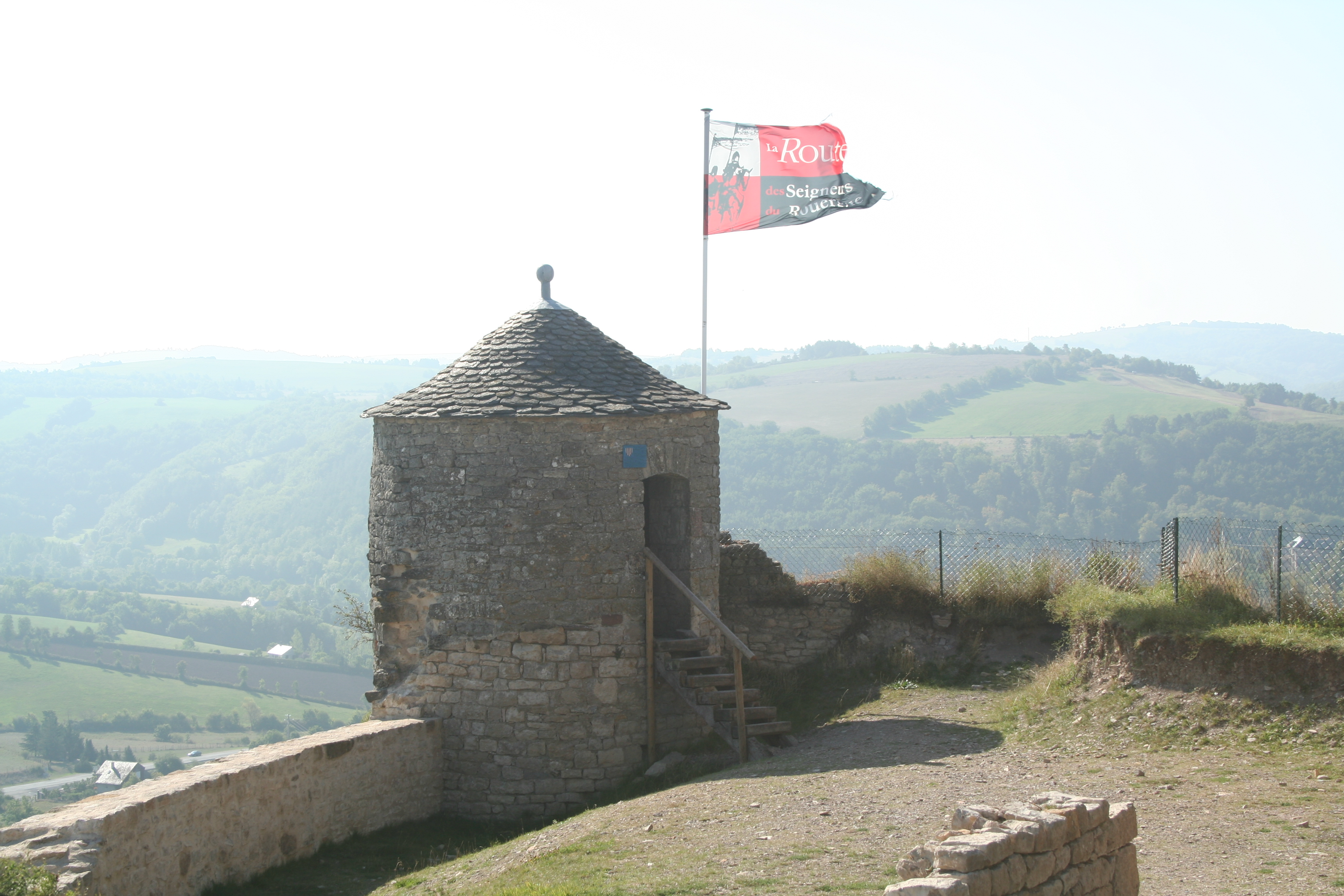
Château en Rouergue

Le Rouergue fut détaché par Charles le Chauve du duché d'Aquitaine et érigé en comté. Les comtes de Rouergue prirent possession de Toulouse en 852, avec Frédolon, et fondèrent la dynastie raimondine ou maison de Toulouse. Tandis que les aînés devenaient comtes de Toulouse, la branche cadette des Rouergue conserva le comté de Rouergue. Aux alentours de l'an mil, le pagus a connu des troubles qui ont favorisé la formation de la société féodale. En 1112, les Raimondins ont cédé le comté de Rodez à Richard, vicomte de Millau. En 1271, à la mort de la comtesse Jeanne de Toulouse, fille du dernier comte de Toulouse Raymond VII, et de son époux Alphonse de Poitiers, frère du roi de France Saint Louis, le Rouergue fut incorporé à la couronne de France.
L'arrivée des Capétiens provoqua l'abandon de la vieille sénéchaussée de Najac, fidèle à la dynastie raimondine, au profit d'une ville nouvelle : Villefranche-de-Rouergue. La capitale de la province ne fut transférée à Rodez, plus centrale, qu'à la Révolution.
Cependant, une partie du Rouergue, qui aurait été laissée en gage par le comte de Toulouse Raymond de Saint-Gilles au vicomte de Millau avant de partir à la croisade (1096), fut à l'origine du comté de Rodez qui passa aux Armagnac : ce comté ne fut rattaché à la couronne que sous Henri IV, dernier comte de Rodez.
Les comtes de Rodez jouissaient des droits régaliens, avec pouvoir de faire battre monnaie, de lever l'impôt, de créer des sergents, etc. À leur avènement au comté, ils étaient couronnés par l'évêque de Rodez, assisté du dom d'Aubrac et des abbés de Bonneval, de Bonnecombe, de Loc-Dieu et de Beaulieu. Outre les quatre châtellenies, qu'ils regardaient comme les clefs de la province, ils possédaient dans le Rouergue près de vingt-quatre châteaux et un grand nombre de fiefs parmi lesquels deux vicomtés, Peyrebrune et Cadars, et douze baronnies : Landorre, Estaing, Castelpers, Panat, Verdun, Aliramont, Sévérac, Aurelle, Calmont-de-Plancatge, Calmont d'Olt et Brusque. Un sénéchal, un juge de la comté, un juge des montagnes, quatre châtelains et un juge d'appeaux y rendaient la justice en leur nom.

### Les guerres de Religion
Déjà dans la croisade contre les Albigeois, le Rouergue avait vu la plupart de ses villes, entre autres Millau, Saint-Antonin, ravagées par Simon IV de Montfort (1208-1214). Ces mêmes villes furent les premières à se déclarer pour la Réforme dans le Rouergue. Bientôt il y eut des églises réformées à Espalion, à Villefranche, à Saint-Affrique, à Villeneuve, à Peyrusse, à Compeyre, à Saint-Léons, etc. Puis, la persécution s'en mêlant, les protestants prirent les armes. De là une longue et sanglante guerre que les fureurs de la Ligue menaçaient de perpétuer dans ce pays, et dans laquelle périrent plus de dix-huit mille protestants ou catholiques, sans compter les églises qui furent pillées et dévastées, les villes et les villages saccagés ou détruits.
À l'avènement d'Henri IV, ce pays retrouva enfin la tranquillité. Le Rouergue fut rattaché au domaine royal français en 1607.

### Les États du Rouergue
Le Rouergue avait ses États qui s'assemblaient régulièrement tous les ans. Aux seuls comtes de Rouergue appartenait le droit de les convoquer. Après eux, les comtes de Rodez et les rois qui leur succédèrent jouirent de ce privilège. À l'origine, les États s'assemblaient à Rodez. Plus tard, il se tinrent successivement à Millau, à Sauveterre, à Salles-Comtaux et à Villefranche. Outre la noblesse et le clergé, les consuls des villes et ceux des bourgs et des gros villages avaient le droit d'y siéger. C'est l'évêque de Rodez qui présidait. Supprimés en 1606, puis rétablis en 1611, supprimés une seconde fois en 1651, ils ne furent plus rétablis. On leur substitua les élections.

### Le département de l'Aveyron
En 1790, l'ancien Rouergue fut séparé du reste de la Guyenne pour former à nouveau une entité territoriale : le département de l'Aveyron, avec Rodez comme chef-lieu (devenu préfecture sous le Consulat). En 1808, la région de Saint-Antonin, Laguépie et Parisot fut détachée de l'Aveyron pour contribuer à la formation du nouveau département de Tarn-et-Garonne.